# Sundimetsa
Koordinaten: 58° 31′ N, 23° 3′ O
Sundimetsa ist ein Dorf (estnisch küla) auf der größten estnischen Insel Saaremaa. Es gehört zur Landgemeinde Saaremaa (bis 2017: Landgemeinde Pöide) im Kreis Saare.
Das Dorf hat neunzehn Einwohner (Stand 31. Dezember 2011).